# A*P*E
A*P*E (Alternativtitel: Ape oder The Ape) ist ein amerikanisch-koreanischer Monsterfilm aus dem Jahr 1976 von Regisseur Paul Leder.

## Handlung
Ein 12 Meter großer Gorilla, genannt Ape, der betäubt auf einem Schiff gefangen gehalten wird, soll nach Disneyland verfrachtet werden. Vor der Küste von Südkorea entkommt der Gorilla dem Laderaum des Schiffs, tötet einen Weißen Hai und geht an Land. Dort zerstört er zahlreiche Dörfer und verbreitet in der Bevölkerung Panik. Als er auf die US-Schauspielerin Marilyn Baker trifft, die gerade vor Ort einen Film dreht, entführt er diese in eine Höhle. Ihr Freund, der Reporter Tom Rose, versucht sie gemeinsam mit seinem Freund, Captain Kim von der südkoreanischen Armee, zu befreien. Doch als die Armee den Riesengorilla angreift, zeigt dieser ihnen nur den Stinkefinger. Während des Angriffs gelingt es Marilyn jedoch zu fliehen. Gemeinsam mit Tom fahren beide in die Hauptstadt Seoul. Der Gorilla verfolgt sie jedoch und so fordert man Unterstützung von der im Land stationierten US-Armee unter Colonel Davis an. Schließlich gelingt es, den Gorilla zu töten, und Tom erklärt Marilyn, dass der Gorilla einfach zu groß für unsere kleine Welt war.

## Hintergrund
- Weitere Titel, unter denen der Film (ursprünglich als Neuverfilmung von King Kong und die weiße Frau von Ernest B. Schoedsack unter dessen Titel geplant war, aber wegen Urheberrechtsstreitigkeiten einen anderen Namen erhalten musste), veröffentlicht wurde, waren A*P*E: Attacking Primate Monster, Attack of the Giant Horny Gorilla, Hideous Mutant und The New King Kong.
- Der Film wurde auch in einer 3D-Version veröffentlicht.
- Der in der deutschen Version 12 Meter große Gorilla ist in der englischen Version 36 feet groß, was nur 11 Metern entspricht.
- In der deutschen Synchronisation gab man dem Koreaner Capt. Kim aus humoristischen Gründen einen mittelbairischen Dialekt.
- Die Musik spielt das Seoul Symphony unter Leitung von Chung Min Sup.

## Rezeption
A*P*E wurde als einer der schlechtesten Filme aller Zeiten bezeichnet; hauptsächlich wurden die schlechten Special Effects und das Gorilla-Kostüm negativ aufgenommen. John Wilson, der Begründer der Goldenen Himbeere, beschreibt das Affenkostüm wie folgt:

“looks more like your grandmother’s lamb’s wool coat collar than an actual simian.”

„es sieht eher aus wie Großmutters Jackenkragen aus Wolle als ein wirklicher Affe.“

Am 13. September 2024 wurde auf Nitro eine von Oliver Kalkofe und Peter Rütten kommentierte Fassung des Films innerhalb der Sendereihe Die schlechtesten Filme aller Zeiten (SchleFaZ) ausgestrahlt.